# Ли, Натаниэль
Натаниэль Ли (англ. Nathaniel Lee; около 1653, Уолтемстоу, Эссекс — 6 мая 1692, Лондон) — английский драматург. Один из выдающихся авторов трагедии эпохи Реставрации.

## Биография
Сын пресвитерианского священника, капеллана Джорджа Монка, 1-го герцога Альбемарля.
Учился в школе Ча́ртерхаус-Скул в Лондоне (одной из девяти старейших престижных мужских привилегированных средних школ). Продолжил образование в 1665 году в Тринити-колледже Кембриджского университета, в 1669 году — получил степень бакалавра искусств.
Безуспешно пробовал свои силы на сценических подмостках Лондона, стал драматургом.
Его ранние пьесы — трагедии, написанные на историческом материале, тяготеющие к героической драме. Пьеса «Нерон» (Nero, 1674), поставленная на сцене Друри-Лейн в 1675 г. не имела особенного успеха, две последующие пьесы, «Софонизба» (Sophonisba, 1675) и «Глориана» (Gloriana, 1676), стали очень популярны. Четвёртая пьеса, «Царицы-соперницы, или Смерть Александра Великого» (The Rival Queens, or the Death of Alexander the Great, 1677) — первая трагедия эпохи Реставрации, написанная белым стихом, а не героическими двустишиями.
В 1678 году Н. Ли создал две пьесы — «Митридат, Понтийский царь» (Mithridates, King of Pontus) и «Эдип» (Oedipus, в соавторстве с Д. Драйденом).
После этого в творчестве драматурга наступила полоса неудач. Его следующая пьеса «Резня в Париже» (The Massacre of Paris) по политическим мотивам была запрещена, так как в ней содержались отголоски взбудоражившего тогда всю Англию, так называемого Папистского заговора.
Пьеса «Цезарь Борджиа» (Caesar Borgia, 1679) была встречена зрителями прохладно. Но Н. Ли вернул популярность, создав свою единственную комедию «Принцесса Клевская» (The Princess of Cleve, 1680) — по одноимённому роману Мари де Лафайет. За ней последовала сентиментальная трагедия «Феодосий, или Сила любви» (Theodosius, or the Force of Love, 1680). В конце того же года был поставлен «Луций Юний Брут» (Lucius Junius Brutus), но после шести представлений спектакль был запрещён за проповедь республиканских идей.
В 1682 г., рассорившись с вигами, драматург примкнул к тори и в соавторстве с Джоном Драйденом написал пьесу «Герцог Гиз» (The Duke of Guise), которой постарался угодить двору короля Карла II.
Пьеса «Константин Великий» (Constantine The Great, 1683) прозвучала как апология тори.
Последние годы жизни Н. Ли были трагическими. Н. Ли провёл их в беспутной компании Джона Уилмота, 2-й графа Рочестера и его друзей, которые называли себя «Веселая банда» и были известны чрезмерным употреблением алкоголя. Поскольку его репутация ухудшилась, он потерял поддержку при дворе. В ноябре 1684 врачи объявили его психически больным и поместили в Бедлам (психиатрическую Вифлеемскую Королевскую больницу), где он пробыл до 1688 года. Оказавшись в лечебнице, Н. Ли писал в письме «Они сказали, что я сумасшедший, а я сказал, что это они сумасшедшие — и, черт возьми, они меня перехитрили!»
После выхода из больницы драматург не написал ни строчки.
Умер в пьяном состоянии в Лондоне в 1692 году.

## Избранные произведения
- The Tragedy of Nero, Emperour of Rome — 1674
- Sophonisba, or Hannibal’s Overthrow — 1675
- Gloriana, or the Court of Augustus Caesar — 1675/6
- The Rival Queens, or the Death of Alexander the Great — 1676/7
- Mithridates, King of Pontus: A Tragedy — 1677/8
- Oedipus: A Tragedy (в соавт. с Д. Драйденом) — 1678 / 1679
- The Massacre of Paris — 1689
- Caesar Borgia; Son of Pope Alexander the Sixth — 1679 / 1680
- The Princess of Cleve — c. 1680
- Theodosius: or, The Force of Love — ок. 1680
- Lucius Junius Brutus; Father of his Country — 1680
- The Duke of Guise. A Tragedy (в соавт. с Д. Драйденом) — 1682
- Constantine the Great; A Tragedy — 1683

## Публикации на русском языке
- Ли, Натаниэль. Трагедии / пер. с англ. Ильи Кутика. — М.: Водолей, 2024. — 916 c. ISBN 978-5-91763-630-6